# Борсіппа

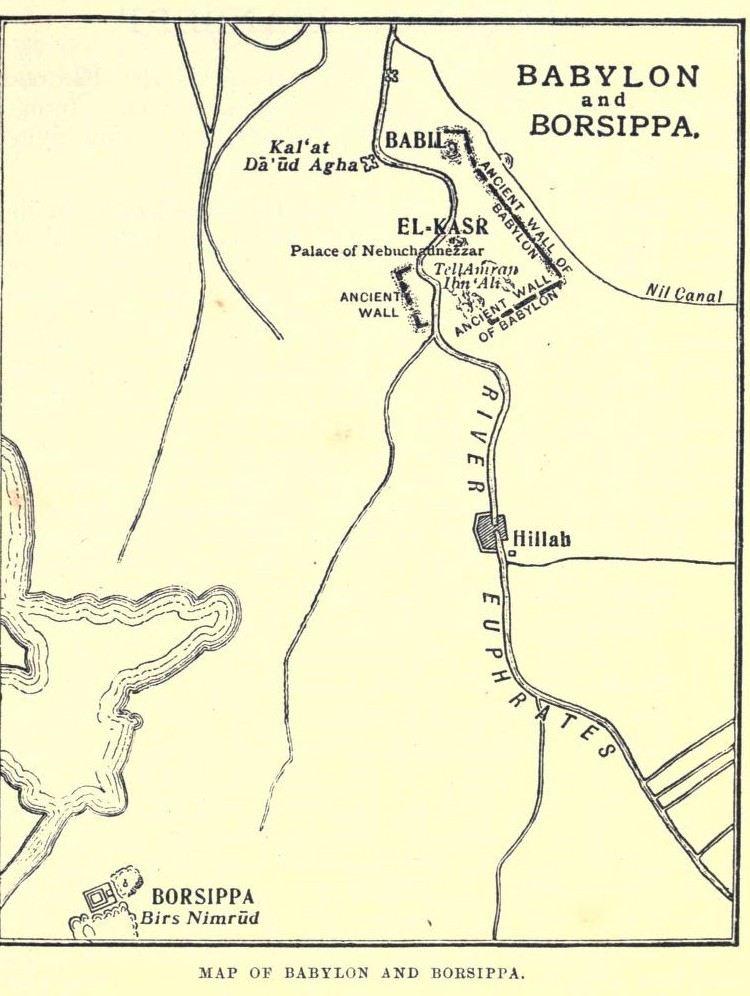
Карта Вавилону і Борсіппи, 1908

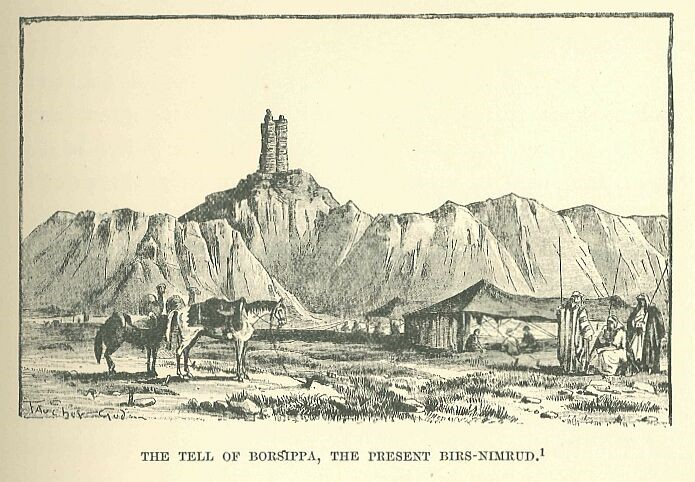
Вигляд на пагорб Бірс-Німруд та руїни зикурату Еурмеімінанкі. Ілюстрація до «Історії Єгипту, Халдеї, Сирії, Вавилонії та Ассирії, (т.4)» Ґастона Масперо

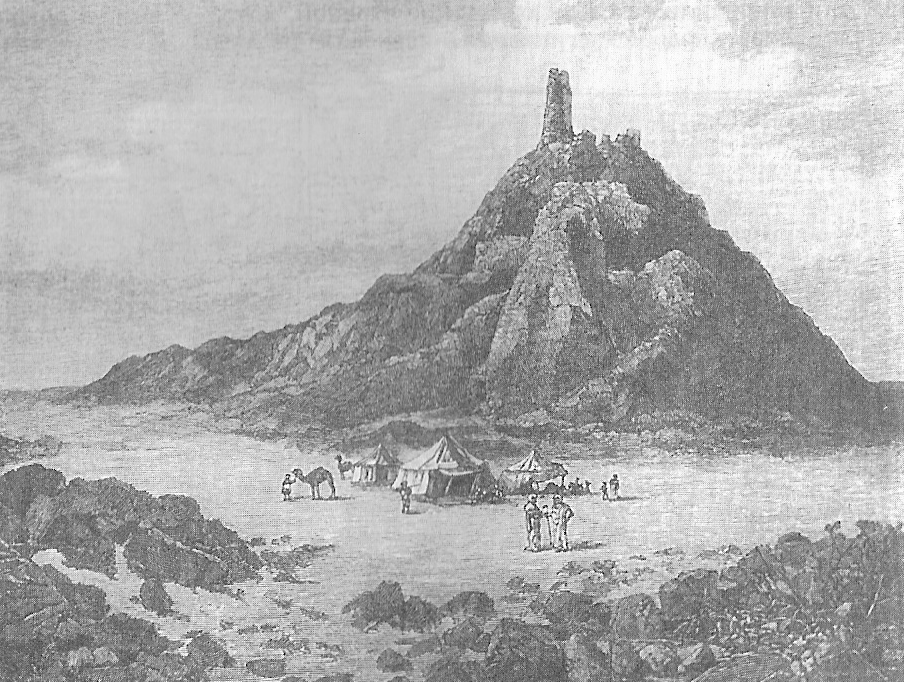
Пагорб Бірс-Німруд, 1904

Борсіппа, Барсіппа (шум. Ba-ad-DUR-si-a-ab-ba або Badursiabba («Ріг моря»), 1) аккад. Barzipa, 2) Tintir IIkum‑KI («Другий Вавилон»), 3) Kinnir, Kinunir («Місце боротьби»), сьогоднішній Бірс-Німруд, у честь міфічного царя Німрода, — важливе давнє місто Шумеру і Вавилонії, відоме з часів Третьої династії Уру.
Місто розташоване за 20 км на південний захід від Вавилону і лежить поблизу великого озера на річці Євфрат, яке тоді називалося «морем» (тамту, tamtu), котре лежало на північний захід від міста. На напрямі березі озера була намивна ділянка суходолу, яка називалася рогом. Борсіппа розташовувалась безпосередньо на цьому розі.
Борсіппа була заселена з кінця ІІІ тис. до н. е. до ісламського періоду. Її доля була тісно пов'язана з долею міста Вавилону. Обидва перетворилися на важливі центри в старовавилонський період. Вавилон став центром політичної влади, а Борсіппа — важливим релігійним та інтелектуальним центром, священним для Набу, бога мудрості та покровителя писарів.

## Історія
У часи царя Вавилону Хаммурапі місто називалося Барсіпа (Barzipa). У релігійних текстах місто у ті часи звалося Другим Вавилоном та Місцем Боротьби. Перші відомості про поселення в районі Борсіппи відомі з часів Третьої династії Уру (близько 2050–1950 до н. е.). Борсіппа була спочатку культовим центром бога Туту, пізніше — бога Набу.
На честь Набу у місті був споруджений храм — Езіда та зикурат  — Еурмеімінанкі з основою 82×82 м² і, мабуть, такої ж висоти. Вершину зикурату становив Храм Набу, відомий також як "Вежа мови". Борсіппу вважали містом нічного світила, як пара Вавилону, якого проголошували містом денного світила. Священнослужителі обох міст тісно узгоджували процесії між собою. На святкування месопотамського Нового Року (кінець березня) з Борсіппи до Вавилона по каналу Нар-Борсіппа доставляли статую бога Набу, головного бога Борсіппи.
З текстів відомо, що місто було оточене стінами, які частково збереглися і сьогодні. Стіни міста мали численні брами, кожна з яких була присвячена певному богу. Також, окрім каналу між Борсіппою і Вавилоном існувала Дорога процесій.
Борсіппа стала підпорядкована Вавилону після завоювання Хаммурапі. Розквіт міста припав на час царювання нововавилонського владики Навуходоносора ІІ, коли цар відбудував столицю Вавилон у VI ст. до н. е., він також приділив велику увагу Борсіппі, особливо Езіді, храмовій ділянці Набу. Зикурат та храмова вежа, що складалися з семи ярусів, піднімалася на висоту близько 77 метрів. Це один із найкраще збережених зразків такого роду. Храм на вершині містив культові зображення Набу та його божественної родини, а також кімнати для жерців та слуг.
В часи античності Борсіппа була місцем культу Артеміди і Аполлона. Місто також славилось виготовленням льону. Занепадати Барсіппа почала після 484-го року до н. е, коли під час придушення повстання проти перського царя Ксеркса, був зруйнований зикурат Еурмеімінанкі. Місто залишалось населеним аж до арабського періоду межиріччя.

## Археологія
Перші розкопки зикурату Борсіпи розпочалися у 1853-1854 році завдяки Генрі Роулінсону, за яких був розкопаний фундамент відбудованого в часи вавилонських царів Набопаласара та Навуходоносора ІІ зикурату Еурмеімінанкі та знайдені  глиняні призми з текстами про його побудову.
Систематичні розкопки розпочав Ормуз Рассам (англ. Hormuzd Rassam) у 1879–1880, Роберт Кольдевей в 1901–1902 рр продовжив розкопки, однак був змушений перервати роботи у зв'язку із труднощами фінансування.
У 1980 австрійські археологи розпочали розкопки при організаційному управлінні Хельди Тренквальдер.
Протягом 1980–2000 в Борсіппі проводилися археологічні дослідження рештків храму Езіди і зикурату.
У 2001–2003 провадилися дослідження в міській частині Борсіппи. Роботам неодноразово перешкоджала іракська війна, однак вони щоразу відновлювались. У цій експедиції на території міста було знайдено численні клинописні таблички.
Грандіозні і вражаючі руїни зикурату Еурмеімінанкі, вкриті пагорбом Бірс-Німруд, довгий час приймали за руїни Вавилонської вежі. Ця помилка виникла вже в часи написання Талмуду, не в останню чергу внаслідок невірних даних, які вказав Геродот. Цей зикурат значно краще збережений, ніж його сестринська «вежа» у Вавилоні. Сьогодні він все ще має 50 метрів у висоту, хоча місцеве населення століттями використовувало його як джерело готових цеглин.
В часи третьої іракської війни Борсіппа зазнала великих руйнувань.